# A Slave of Vanity

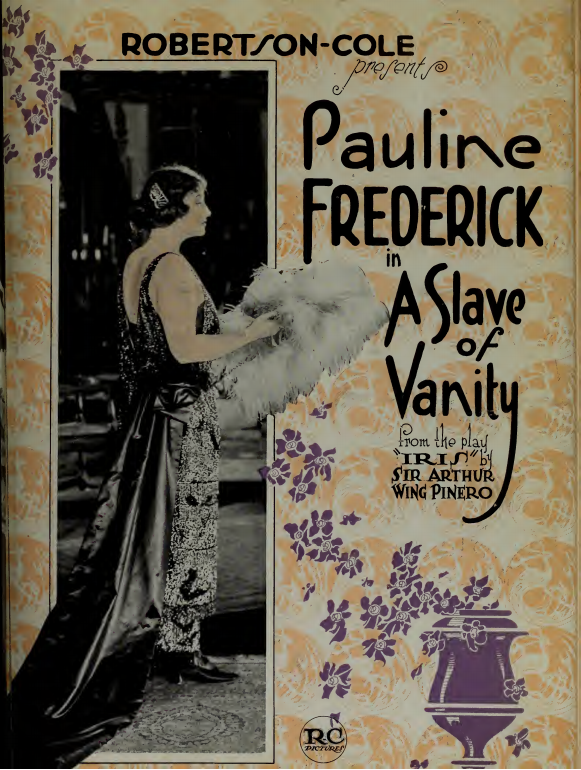
Publicité parue dans Film Daily

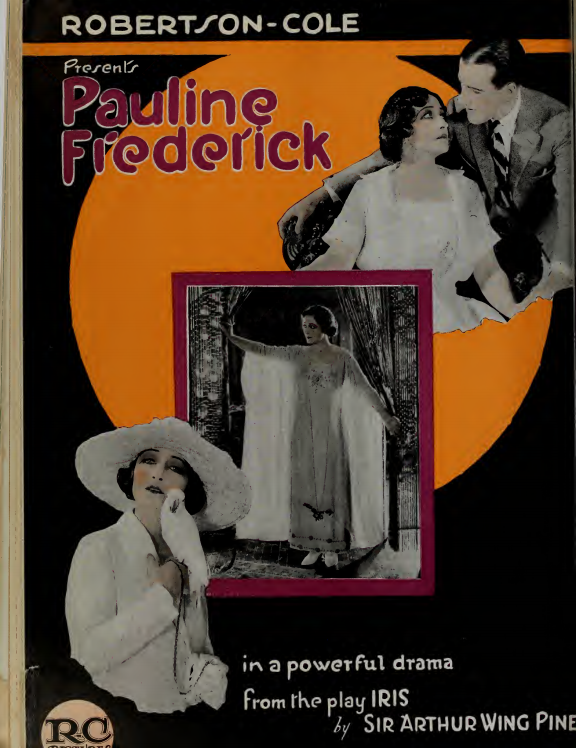
Publicité parue dans Film Daily

Ne doit pas être confondu avec Pour un collier de perles  (Folly of Vanity) du même réalisateur et de Maurice Elvey, sorti en 1924.
Pour plus de détails, voir Fiche technique et Distribution.
A Slave of Vanity est un film américain réalisé par Henry Otto, sorti en 1920.

## Synopsis
Iris Bellamy, une riche veuve, perdra sa fortune si elle se remarie. Éperdument amoureuse de Laurence Trenwith, qui ne peut lui offrir que de l'amour, elle est aussi courtisée par le riche millionnaire italien Frederick Maldonado. Lorsque Trenwith décide de chercher fortune aux États-Unis, Iris, devenue pauvre à la suite d'agissements douteux de son conseiller financier, refuse de le suivre. Elle est sur le point de succomber au millionnaire italien lorsque Trenwith revient en Europe. Maldonado, furieux, la jette à la rue. Désespérée, Lady Iris se réveille pour découvrir que ce n'était qu'un cauchemar et décide de se marier avec son véritable amour, Laurence Trenwith. 

## Fiche technique
- Titre original : A Slave of Vanity
- Réalisation : Henry Otto
- Scénario : Henry Otto, d'après la pièce Iris d'Arthur Wing Pinero
- Société de production : Robertson-Cole Studios
- Société de distribution : Robertson-Cole Distributing Corporation
- Pays d'origine :  États-Unis
- Langue originale : anglais
- Format : noir et blanc — 35 mm — 1,37:1 — Film muet
- Genre : drame
- Durée : 6 bobines
- Dates de sortie :  États-Unis : 28 novembre 1920

## Distribution
- Pauline Frederick : Iris Bellamy
- Nigel Barrie : Laurence Trenwith
- Willard Louis : Frederick Maldonado
- Maude Louis : Fanny Sullivan
- Daisy Robinson : Aurea Vyse
- Arthur Hoyt : Croker Harrington
- Ruth Handforth : Miss Pinsent
- Howard Gaye : Arthur Kane